# Sandrine Brétigny
Sandrine Brétigny (ur. 2 lipca 1984 w Le Creusot) – francuska piłkarka grająca na pozycji napastnika, zawodniczka Olympique Lyon i reprezentacji Francji, w której zadebiutowała 22 listopada 2006 w meczu przeciwko Belgii, uczestniczka Mistrzostw Europy 2009.